# 合肥市骆岗专用线有轨电车
合肥市骆岗专用线有轨电车为中华人民共和国安徽省合肥市于2017年开始推进的有轨电车项目，截止2020年10月，合肥市有关部门正在结合运量和使用规划，研究论证18公里专用线改造方案。

## 概况
规划方案于2017年提出，该线路庐州大道站的选址，位于庐州大道与繁华大道交口。该规划方案由合肥轨道交通有限公司以及中铁第四勘察设计院集团有限公司还有安徽省综合交通研究院股份有限公司联合体提出。